# 韋斯特伍德 (密蘇里州)
韋斯特伍德（英語：Westwood）是位於美國密蘇里州聖路易斯縣的村。

## 人口
根據2020年美國人口普查的數據，韋斯特伍德的面積為1.63平方千米，皆為陸地。當地共有人口316人，而人口密度為每平方千米194人。